# Governo Regional da Crimeia
```
   |-
       |
Erro:
:  
valor não especificado para "
nome_comum
"
```

Governo Regional da Crimeia (em russo:  Крымское краевое правительство) foi o governo de uma região autônoma no território da península da Crimeia durante a Guerra Civil na Rússia. Teve duas composições diferentes: o governo pró-alemão de Matvei Alexandrovich Sulkevich (25 de junho - 15 de novembro de 1918) e o Governo Zemstvo de Solomon Samoilovich Crimeia (15 de novembro de 1918 - abril de 1919).

## História

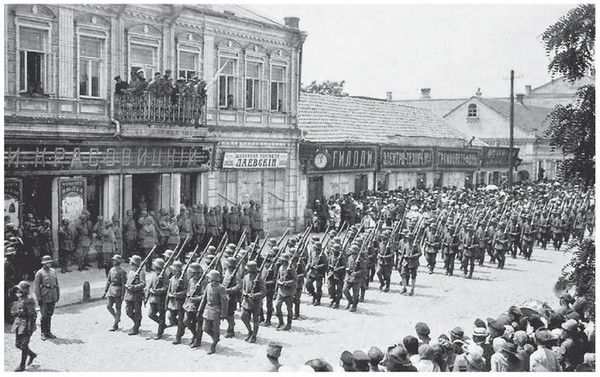
Desfile das tropas de ocupação alemãs na Crimeia, verão de 1918

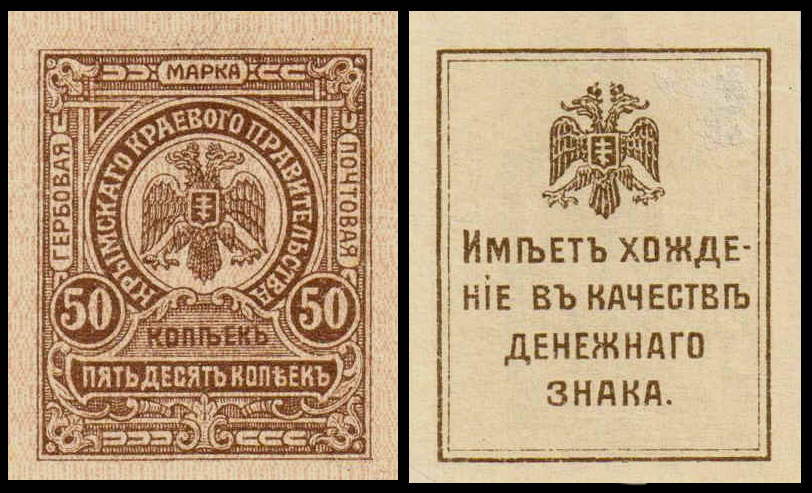
Selo postal do Governo Regional da Crimeia (1919)

Após a Revolução de Outubro de 1917 na Rússia, um governo étnico tártaro proclamou a República Popular da Crimeia. A república logo foi invadida pelas forças bolcheviques no início de 1918, que estabeleceram a República Socialista Soviética de Taurida e depois pelas forças da República Popular da Ucrânia com a assistência militar do Império Alemão na Ofensiva da Crimeia no final de abril de 1918.

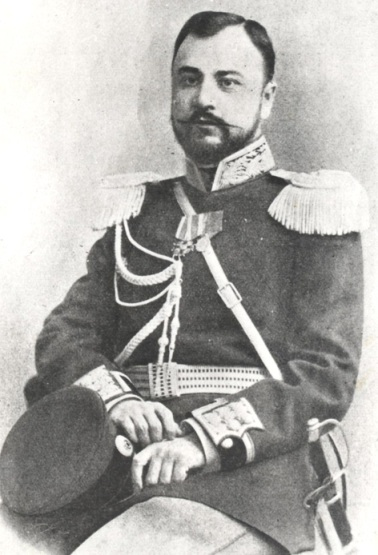
Matvei Alexandrovich (Suleiman) Sulkevich (1865-1920), primeiro-ministro

O primeiro Governo Regional da Crimeia foi estabelecido em 25 de junho de 1918. Foi formado sob proteção alemã com o tártaro de Lipka General Matvei Alexandrovich Sulkevich como Primeiro-Ministro, Ministro do Interior e Assuntos Militares. Houve esforços da Ucrânia para exercer controle sobre a Crimeia, mas, com apoio alemão, o governo regional permaneceu separado da Ucrânia, embora, em setembro e outubro, houvesse negociações para efetivar uma federação dos dois.

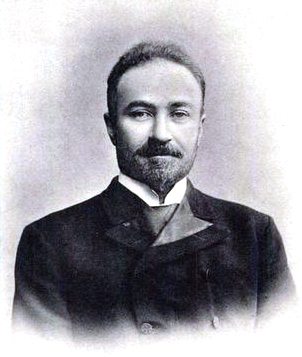
Solomon Samoilovich (Samuilovich) Crimeia

Após a retirada das tropas alemãs da Crimeia, o impopular Sulkevich caiu do poder em 25 de novembro de 1918 e foi sucedido pelo político caraíta da crimeia e ex-membro do Kadet Solomon Crimeia. Este regime liberal e anti-bolchevique incluía o ex-membro do Kadet Maxim Vinaver como ministro das Relações Exteriores e Vladimir Dmitrievich Nabokov como Ministro da Justiça. No final de novembro de 1918, tropas dos Aliados da Primeira Guerra Mundial, principalmente franceses e gregos, desembarcaram na Crimeia, mas se retiraram em abril de 1919, após a perda de Odessa.
O Governo de Crimeia, também chamado de Governo da Fronteira da Crimeia, começou a desmoronar no início de 1919 devido a tensões com o Exército Voluntário do Movimento Branco Russo sob Anton Denikin, que suspeitava da lealdade de suas principais figuras. O colapso das Potências Centrais da Primeira Guerra Mundial e a retirada dos Aliados tornaram a Crimeia novamente totalmente dependente da Rússia.
Em 2 de abril de 1919, o Exército Vermelho soviético ocupou Simferopol e o segundo Governo Regional da Crimeia foi dissolvido. A República Socialista Soviética da Crimeia foi então estabelecida apenas para ser retomada pelas forças brancas em junho de 1919. Os brancos sob Denikin e depois Pyotr Wrangel mantiveram a Crimeia até novembro de 1920.